# Superligaen (2021/2022)
Superligaen 2021/2022 (znana jako 3F Superliga ze względów sponsorskich) – 110. edycja najwyższej klasy rozgrywkowej piłki nożnej w Danii.
Wzięło w niej udział 12 drużyn, które od 16 lipca 2021 do 22 maja 2022 rozegrały 32 kolejki meczów.
Obrońcą tytułu była drużyna Brøndby.
Mistrzostwo po raz czternasty w historii zdobyła drużyna København.

## Drużyny
| Uczestnicy poprzedniej edycji                                                                                 | Uczestnicy poprzedniej edycji | Uczestnicy poprzedniej edycji | Uczestnicy poprzedniej edycji |
| --- | ----------------------------- | ----------------------------- | ----------------------------- |
| BIF | Brøndby IF                    | 1                             |                               |
| MID | FC Midtjylland                | 2                             |                               |
| KOP | FC Kopenhaga                  | 3                             |                               |
| AGF | Aarhus GF                     | 4                             |                               |
| FCN | FC Nordsjælland               | 5                             |                               |
| RFC | Randers FC                    | 6                             |                               |
| AAB | Aalborg BK                    | 7                             |                               |
| SDJ | SønderjyskE                   | 8                             |                               |
| OBK | Odense BK                     | 9                             |                               |
| VEJ | Vejle BK                      | 10                            |                               |
| Spadek z Superligaen                                                                                          |                               |                               |                               |
| LYN | Lyngby BK                     | 11                            |                               |
| HOR | AC Horsens                    | 12                            |                               |
| Awans z 1. division                                                                                           |                               |                               |                               |
| VIB | Viborg FF                     | 1                             |                               |
| SIF | Silkeborg IF                  | 2                             |                               |
| Oznaczenia: - kolumna pierwsza – skróty nazw drużyn, - kolumna trzecia – miejsce zajęte w poprzednim sezonie. |                               |                               |                               |

## Runda zasadnicza
| Lp. | Drużyna      | M  | Z  | R  | P  | B+ | B– | +/– | Pkt | Kwalifikacja      |  | COP | MID | BRO | AAB | RAN | SIL | VIB | AGF | ODE | NOR | VEJ | SON |
| --- | ------------ | -- | -- | -- | -- | -- | -- | --- | --- | ----------------- |  | --- | --- | --- | --- | --- | --- | --- | --- | --- | --- | --- | --- |
| 1   | København    | 22 | 14 | 6  | 2  | 43 | 13 | +30 | 48  | grupa mistrzowska |  |     | 0–1 | 4–2 | 2–2 | 3–0 | 0–0 | 1–1 | 1–1 | 2–0 | 1–0 | 3–0 | 2–0 |
| 2   | Midtjylland  | 22 | 13 | 3  | 6  | 37 | 22 | +15 | 42  | grupa mistrzowska |  | 0–1 |     | 1–2 | 0–2 | 1–0 | 3–0 | 3–1 | 4–0 | 1–2 | 2–0 | 4–1 | 3–2 |
| 3   | Brøndby      | 22 | 11 | 7  | 4  | 30 | 24 | +6  | 40  | grupa mistrzowska |  | 2–1 | 2–0 |     | 2–1 | 1–0 | 1–1 | 1–1 | 1–1 | 2–1 | 0–1 | 3–2 | 1–0 |
| 4   | Aalborg      | 22 | 11 | 5  | 6  | 36 | 26 | +10 | 38  | grupa mistrzowska |  | 1–3 | 0–1 | 3–0 |     | 1–1 | 1–4 | 2–5 | 2–0 | 2–0 | 2–1 | 0–0 | 4–0 |
| 5   | Randers      | 22 | 9  | 6  | 7  | 26 | 25 | +1  | 33  | grupa mistrzowska |  | 0–2 | 1–3 | 1–1 | 1–1 |     | 2–1 | 0–1 | 1–0 | 1–1 | 3–2 | 4–1 | 1–0 |
| 6   | Silkeborg    | 22 | 7  | 10 | 5  | 34 | 21 | +13 | 31  | grupa mistrzowska |  | 0–0 | 0–1 | 0–1 | 0–0 | 2–1 |     | 4–1 | 0–2 | 1–1 | 4–1 | 3–0 | 0–0 |
| 7   | Viborg       | 22 | 6  | 9  | 7  | 31 | 33 | −2  | 27  | grupa spadkowa    |  | 0–2 | 0–2 | 0–1 | 2–3 | 1–2 | 1–1 |     | 2–0 | 1–1 | 2–2 | 2–0 | 1–1 |
| 8   | Aarhus       | 22 | 6  | 8  | 8  | 24 | 29 | −5  | 26  | grupa spadkowa    |  | 1–3 | 3–0 | 1–1 | 1–0 | 1–2 | 1–1 | 1–1 |     | 2–2 | 2–3 | 1–0 | 1–0 |
| 9   | Odense       | 22 | 4  | 9  | 9  | 31 | 35 | −4  | 21  | grupa spadkowa    |  | 0–2 | 2–2 | 2–2 | 2–3 | 1–2 | 1–1 | 2–3 | 0–0 |     | 2–0 | 6–0 | 2–1 |
| 10  | Nordsjælland | 22 | 5  | 6  | 11 | 24 | 37 | −13 | 21  | grupa spadkowa    |  | 1–5 | 2–2 | 0–2 | 0–2 | 0–0 | 1–1 | 1–2 | 0–0 | 3–1 |     | 3–1 | 1–1 |
| 11  | Vejle        | 22 | 4  | 4  | 14 | 21 | 48 | −27 | 16  | grupa spadkowa    |  | 0–4 | 1–1 | 2–2 | 0–1 | 0–2 | 2–4 | 1–1 | 3–2 | 2–0 | 2–0 |     | 3–1 |
| 12  | SønderjyskE  | 22 | 2  | 7  | 13 | 17 | 41 | −24 | 13  | grupa spadkowa    |  | 1–1 | 0–2 | 1–0 | 1–3 | 1–1 | 0–6 | 2–2 | 2–3 | 2–2 | 0–2 | 1–0 |     |

## Runda finałowa
| Grupa mistrzowska |                 |    |    |    |    |    |    |     |    |                                                        |  |     |     |     |     |     |     |     |     |     |     |     |     |
| 1                 | København (M)   | 32 | 20 | 8  | 4  | 56 | 19 | +37 | 68 | Liga Mistrzów UEFA • Runda play-off                    |  |     | 1–0 | 2–1 | 2–0 | 3–0 | 0–1 |     |     |     |     |     |     |
| 2                 | Midtjylland (P) | 32 | 20 | 5  | 7  | 59 | 33 | +26 | 65 | Liga Mistrzów UEFA • II runda kwalifikacyjna           |  | 0–0 |     | 3–2 | 2–2 | 2–0 | 3–2 |     |     |     |     |     |     |
| 3                 | Silkeborg       | 32 | 13 | 10 | 9  | 54 | 37 | +17 | 49 | Liga Europy UEFA • Runda play-off                      |  | 3–1 | 1–4 |     | 3–0 | 4–2 | 1–0 |     |     |     |     |     |     |
| 4                 | Brøndby         | 32 | 13 | 9  | 10 | 40 | 41 | −1  | 48 | Liga Konferencji Europy UEFA • II runda kwalifikacyjna |  | 1–1 | 1–3 | 2–1 |     | 0–1 | 0–1 |     |     |     |     |     |     |
| 5                 | Aalborg (B)     | 32 | 13 | 6  | 13 | 47 | 45 | +2  | 45 |                                                        |  | 0–1 | 1–2 | 1–2 | 1–3 |     | 3–0 |     |     |     |     |     |     |
| 6                 | Randers         | 32 | 12 | 7  | 13 | 36 | 42 | −6  | 43 |                                                        |  | 0–2 | 1–3 | 1–2 | 2–1 | 2–2 |     |     |     |     |     |     |     |
| Grupa spadkowa    |                 |    |    |    |    |    |    |     |    |                                                        |  |     |     |     |     |     |     |     |     |     |     |     |     |
| 7                 | Viborg (B, O)   | 32 | 10 | 14 | 8  | 45 | 43 | +2  | 44 | Liga Konferencji Europy UEFA • II runda kwalifikacyjna |  |     |     |     |     |     |     |     | 1–1 | 1–1 | 1–0 | 2–2 | 1–0 |
| 8                 | Odense          | 32 | 8  | 14 | 10 | 45 | 46 | −1  | 38 |                                                        |  |     |     |     |     |     |     | 1–1 |     | 2–1 | 1–0 | 2–1 | 1–1 |
| 9                 | Nordsjælland    | 32 | 8  | 12 | 12 | 38 | 47 | −9  | 36 |                                                        |  |     |     |     |     |     | 2–0 | 1–1 |     | 2–2 | 2–1 | 2–0 |     |
| 10                | Aarhus          | 32 | 6  | 12 | 14 | 31 | 43 | −12 | 30 |                                                        |  |     |     |     |     |     | 0–2 | 1–2 | 2–2 |     | 0–0 | 1–1 |     |
| 11                | Vejle (S)       | 32 | 7  | 8  | 17 | 31 | 60 | −29 | 29 | Spadek do 1. division                                  |  |     |     |     |     |     |     | 2–2 | 2–1 | 0–0 | 1–0 |     | 0–3 |
| 12                | SønderjyskE (S) | 32 | 4  | 11 | 17 | 28 | 54 | −26 | 23 | Spadek do 1. division                                  |  |     |     |     |     |     |     | 0–2 | 2–2 | 1–1 | 2–1 | 0–1 |     |

## Baraż o Ligę Konferencji Europy
Viborg wygrał w rzutach karnych z Aalborg baraż o miejsce w Lidze Konferencji Europy UEFA na sezon 2022/2023.
| 29 maja 2022 | Aalborg                                                    | 1:1 k. 1:3              | Viborg                                                                     |                                                                  |
| 18:30        | Mathias Ross 16'                                           | (1:1, 1:1, 1:1, k. 1:3) | 24' Jeppe Grønning                                                         | Aalborg Portland Park, Aalborg Widzów: 7819 Sędzia: Jakob Kehlet |
| 18:30        | · Jacob Rinne · Louka Prip · Mathias Ross · Anosike Ementa | Rzuty karne             | · Jakob Bonde Jensen · Christian Sørensen · Nicolas Bürgy · Alassana Jatta | Aalborg Portland Park, Aalborg Widzów: 7819 Sędzia: Jakob Kehlet |

## Statystyki

### Najlepsi strzelcy
| Bramki | Zawodnik                  | Drużyna      |
| ------ | ------------------------- | ------------ |
| 17     | Nicklas Helenius          | Silkeborg    |
| 14     | Louka Prip                | Aalborg      |
| 12     | Evander da Silva Ferreira | Midtjylland  |
| 11     | Mikael Uhre               | Brøndby      |
| 11     | Sebastian Jørgensen       | Silkeborg    |
| 11     | Pep Biel                  | København    |
| 10     | Nicolai Vallys            | Silkeborg    |
| 10     | Issam Jebali              | Odense       |
| 9      | Simon Adingra             | Nordsjælland |
| 8      | Anders Dreyer             | Midtjylland  |
| 8      | Júnior Brumado            | Midtjylland  |
| 8      | Milan Makarić             | Aalborg      |
| 8      | Iver Fossum               | Aalborg      |

Źródło:

### Najlepsi asystenci
| Asysty | Zawodnik                  | Drużyna     |
| ------ | ------------------------- | ----------- |
| 10     | Nicolai Vallys            | Silkeborg   |
| 9      | Sebastian Jørgensen       | Silkeborg   |
| 8      | Rasmus Carstensen         | Silkeborg   |
| 8      | Christian Sørensen        | Viborg      |
| 8      | Anders Dreyer             | Midtjylland |
| 8      | Joel Andersson            | Midtjylland |
| 8      | Simon Hedlund             | Brøndby     |
| 7      | Kasper Kusk               | Aalborg     |
| 6      | Pep Biel                  | København   |
| 6      | Evander da Silva Ferreira | Midtjylland |

Źródło:

### Czyste konta
|    |      | Zawodnik            | Drużyna   |
| -- | ---- | ------------------- | --------- |
| 18 | (32) | Kamil Grabara       | København |
| 11 | (32) | Jacob Rinne         | Aalborg   |
| 8  | (31) | Jesper Hansen       | Aarhus    |
| 8  | (32) | Nicolai Larsen      | Silkeborg |
| 7  | (26) | Lucas Lund Pedersen | Viborg    |
| 6  | (32) | Patrik Carlgren     | Randers   |
| 6  | (21) | Alexander Brunst    | Vejle     |

Źródło:. W nawiasach podano liczbę rozegranych meczów.

## Trenerzy i kapitanowie
| Klub            | Trener            | Trener        | Kapitan             | Źródło |
| --------------- | ----------------- | ------------- | ------------------- | ------ |
| Aalborg BK      | Lars Friis        | od 09.03.2022 | Lucas Andersen      | [ 10 ] |
| Aarhus GF       | David Nielsen     | od 30.09.2017 | Patrick Mortensen   | [ 11 ] |
| Brøndby IF      | Niels Frederiksen | od 01.07.2019 | Andreas Maxsø       | [ 12 ] |
| FC Kopenhaga    | Jess Thorup       | od 02.11.2020 | Zeca                | [ 13 ] |
| FC Midtjylland  | Bo Henriksen      | od 01.07.2021 | Erik Sviatchenko    | [ 14 ] |
| FC Nordsjælland | Flemming Pedersen | od 25.03.2019 | Kian Hansen         | [ 15 ] |
| Odense BK       | Andreas Alm       | od 01.06.2021 | Jens Jakob Thomasen | [ 16 ] |
| Randers FC      | Thomas Thomasberg | od 01.07.2018 | Erik Marxen         | [ 17 ] |
| Silkeborg IF    | Kent Nielsen      | od 01.06.2019 | Nicklas Helenius    | [ 18 ] |
| SønderjyskE     | Henrik Hansen     | od 01.07.2021 | Marc Dal Hende      | [ 19 ] |
| Vejle BK        | Ivan Prelec       | od 15.03.2022 | Jacob Schoop        | [ 20 ] |
| Viborg FF       | Jacob Friis       | od 16.01.2021 | Jeppe Grønning      | [ 21 ] |

### Zmiany trenerów
| Klub             | Były trener        | Data odejścia | Powód                                | Nowy trener            | Data zatrudnienia | Źródło        |
| ---------------- | ------------------ | ------------- | ------------------------------------ | ---------------------- | ----------------- | ------------- |
| Przed sezonem    |                    |               |                                      |                        |                   |               |
| SønderjyskE      | Glen Riddersholm   | 26.05.2021    | Rozwiązanie kontraktu                | Michael Boris          | 01.07.2021        | [ 22 ] [ 23 ] |
| FC Midtjylland   | Brian Priske       | 29.05.2021    | Odejście do Royal Antwerp            | Bo Henriksen           | 01.07.2021        | [ 24 ] [ 14 ] |
| Odense BK        | Michael Hemmingsen | 31.05.2021    | Objęcie funkcji dyrektora sportowego | Andreas Alm            | 01.06.2021        | [ 25 ] [ 16 ] |
| Vejle BK         | Constantin Gâlcă   | 30.06.2021    | Koniec kontraktu                     | Carit Falch            | 01.07.2021        | [ 26 ] [ 27 ] |
| W trakcie sezonu |                    |               |                                      |                        |                   |               |
| Vejle BK         | Carit Falch        | 17.08.2021    | Rozwiązanie kontraktu                | Peter Sørensen         | 24.08.2021        | [ 28 ] [ 29 ] |
| SønderjyskE      | Michael Boris      | 01.11.2021    | Zwolniony                            | Henrik Hansen          | 16.12.2021        | [ 30 ] [ 19 ] |
| Aalborg          | Martí Cifuentes    | 12.01.2022    | Odejście do Hammarby IF              | Oscar Hiljemark (tym.) | 22.02.2022        | [ 31 ]        |
| Viborg           | Lars Friis         | 25.01.2022    | Zawieszony (Odejście do Aalborg)     | Jacob Friis            | 03.02.2022        | [ 32 ] [ 21 ] |
| Aalborg          | Oscar Hiljemark    | 09.03.2022    | –                                    | Lars Friis             | 09.03.2022        | [ 10 ]        |
| Vejle            | Peter Sørensen     | 14.03.2022    | Zwolniony                            | Ivan Prelec            | 15.03.2022        | [ 33 ] [ 20 ] |

## Stadiony
|  | Miejscowość | Stadion               | Klub            | Pojemność | Zdjęcie |
|  | ----------- | --------------------- | --------------- | --------- | ------- |
|  | Aalborg     | Aalborg Portland Park | Aalborg BK      | 13 797    |         |
|  | Aarhus      | Ceres Park            | Aarhus GF       | 20 032    |         |
|  | Brøndby     | Brøndby Stadion       | Brøndby IF      | 29 000    |         |
|  | Kopenhaga   | Parken                | FC Kopenhaga    | 38 065    |         |
|  | Herning     | MCH Arena             | FC Midtjylland  | 11 800    |         |
|  | Farum       | Farum Park            | FC Nordsjælland | 9 900     |         |
|  | Odense      | Odense Stadion        | Odense BK       | 15 633    |         |
|  | Randers     | AutoC Park Randers    | Randers FC      | 12 000    |         |
|  | Silkeborg   | JYSK park             | Silkeborg IF    | 10 000    |         |
|  | Haderslev   | Sydbank Park          | SønderjyskE     | 10 000    |         |
|  | Vejle       | Vejle Stadion         | Vejle BK        | 10 418    |         |
|  | Viborg      | Viborg Stadion        | Viborg FF       | 9 566     |         |

## Stroje i sponsorzy
| Klub | Sponsor techniczny | Sponsor strategiczny  |
| --- | ------------------ | --------------------- |
| Aalborg BK | Macron             | Spar Nord             |
| Aarhus GF | hummel             | Ceres                 |
| Brøndby IF | hummel             | Booztlet              |
| FC Kopenhaga | Adidas             | Unibet                |
| FC Midtjylland | Nike               | Det Faglige Hus       |
| FC Nordsjælland | Nike               | DHL                   |
| Odense BK | hummel             | Albani                |
| Randers FC | Puma               | Verdo A/S             |
| Silkeborg IF | Uhlsport           | Mascot International  |
| SønderjyskE | hummel             | Danfoss               |
| Vejle BK | hummel             | Arbejdernes Landsbank |
| Viborg FF | Nike               | Andelskassen          |
| Oznaczenia: - Jako sponsora technicznego należy rozumieć firmę, która dostarcza danemu klubowi sprzęt niezbędny do gry - Jako sponsora strategicznego należy rozumieć firmę, która reklamuje się na klatce piersiowej koszulki meczowej |                    |                       |